# Ↄ (chiffre romain)
Cette page contient des caractères spéciaux ou non latins. S’ils s’affichent mal (▯, ?, etc.), consultez la page d’aide Unicode.
Ne doit pas être confondu avec la lettre claudienne antisigma : Ↄ ; ni avec la lettre O ouvert : Ɔ.
Ↄ (Unicode U+2183) est une ancienne graphie du chiffre romain C retourné, utilisée dans certains textes des XVe et XVIe siècles pour former les variantes de D (500), ↀ (1 000), ↁ (5 000), ↂ (10 000), ↇ (50 000) et ↈ (100 000), respectivement IↃ, CIↃ, IↃↃ, CCIↃↃ, IↃↃↃ et CCCIↃↃↃ.